# Cabure (Venezuela)
Pour les articles homonymes, voir Cabure.
Cabure est une ville de l'État de Falcón au Venezuela, capitale de la paroisse civile de Cabure et chef-lieu de la municipalité de Petit. En 2000, sa population est estimée à 2 406 habitants[réf. nécessaire].

## Sources
- (es) Cet article est partiellement ou en totalité issu de l’article de Wikipédia en espagnol intitulé « Cabure » (voir la liste des auteurs).